# Pałac w Piszkowicach
Pałac w Piszkowicach – zabytkowy pałac wybudowany w drugiej połowie XVII w. i przebudowany w 1722 roku. Po 1945 roku mieściła się w nim szkoła, obecnie jest własnością prywatną. 

## Położenie
Pałac położony jest w Piszkowicach – wsi w Polsce położonej w województwie dolnośląskim, w powiecie kłodzkim, w gminie Kłodzko.

## Historia
W 1340 roku w tym miejscu istniała siedziba rycerska, która została zniszczona podczas najazdu husytów w 1428 roku. W miejscu renesansowego dworu pod koniec XVII wieku wzniesiono obecny pałac, najprawdopodobniej z wykorzystaniem pozostałości poprzedniego budynku. W 1722 roku obiekt został przebudowany.

Po 1945 roku w pałacu mieściła się szkoła podstawowa, w roku 1998 został przez gminę sprzedany osobie prywatnej. Od tego czasu pałac na skutek braku zabezpieczenia ulegał zniszczeniu i dewastacji. W 2015 roku budynek ponownie sprzedano, nowy właściciel rozpoczął remont z przeznaczeniem obiektu na agroturystykę.

### Właściciele pałacu[3]
- von Haugwitzowie:
  - Hans (1499-1528)
  - Georg (-1560)
  - Heinrich (1539-1603)
  - Magdalena (-1643), żona Heinricha Stillfrieda von Rattonitza
  - 1558 - Wenzel
  - 1568, 1582 - Dietrch
  - 1594 - Hans i Heinrich
  - 1598 - Hans
  - 1607,- 1622 Dittrich
- 1622 - 1626 Adam Gottfried Berka von der Daube und Leippe
- -1626 - hrabina Kolowrat
- 1626 - Anna Kolonna  von Wels
- von Haugwitzowie:
  - 1626 - 1643 - Dittrich
  - Wolf Dietrich
  - 1644 - Heinrich i Bernhard
  - 1655 - Wenzel Heinrich (-1691)
  - Maximilian Ferdinand (-1715)
  - Franz Anton (1678-1749)[6]
  - 1782 - hr. Wenzel (1748-)[7]
  - do 1818(9) - Anton
- Friedrich A. baron Falkenhausen
- 1840 - 1845 - hrabina Falkenhausen de domo Magnis
- od 1876 - von Zedllitz-Neukirchowie
  - 1876 - baron Georg
  - 1890 - baron Theodor
- 1893 - 1910, 1926 - Wolfgang Moritz von Eichborn z Wrocławia
- 1910 Arthur von Seherr-Thoß, major[8]
- 1937 - Rudolf Salfeld
- po 1945 - w pałacu mieściła się szkoła
- 1998 - po raz pierwszy pałac został sprzedany
- 2015 - po raz drugi sprzedany

## Architektura
Pałac w Piszkowicach to barokowa budowla wzniesiona na planie prostokąta, dwukondygnacyjna, z zagospodarowanym poddaszem nakrytym czterospadowym dachem mansardowym z lukarnami. Elewacje są podzielone lizenami, a okna ujęto w skromne opaski, połączone w pionie fantazyjnymi płycinami. W bocznych elewacjach znajdują się dwa skromne portale, natomiast w elewacji frontowej jest okazały portal główny, flankowany pilastrami o ozdobnych kapitelach, które podtrzymują balkon z kamienną balustradą. Układ wnętrz został częściowo przekształcony w wyniku adaptowania pałacu na szkołę, z zachowaniem centralnie położonej sieni, w przedłużeniu której znajduje się klatka schodowa.

Pałac otacza niewielki park krajobrazowy z kilkoma piętrami tarasów, murami oporowymi. Obok rezydencji zachował się urządzony w XIX wieku taras widokowy, a w pobliżu znajdują się ruiny pawilonu parkowego.

## Galeria

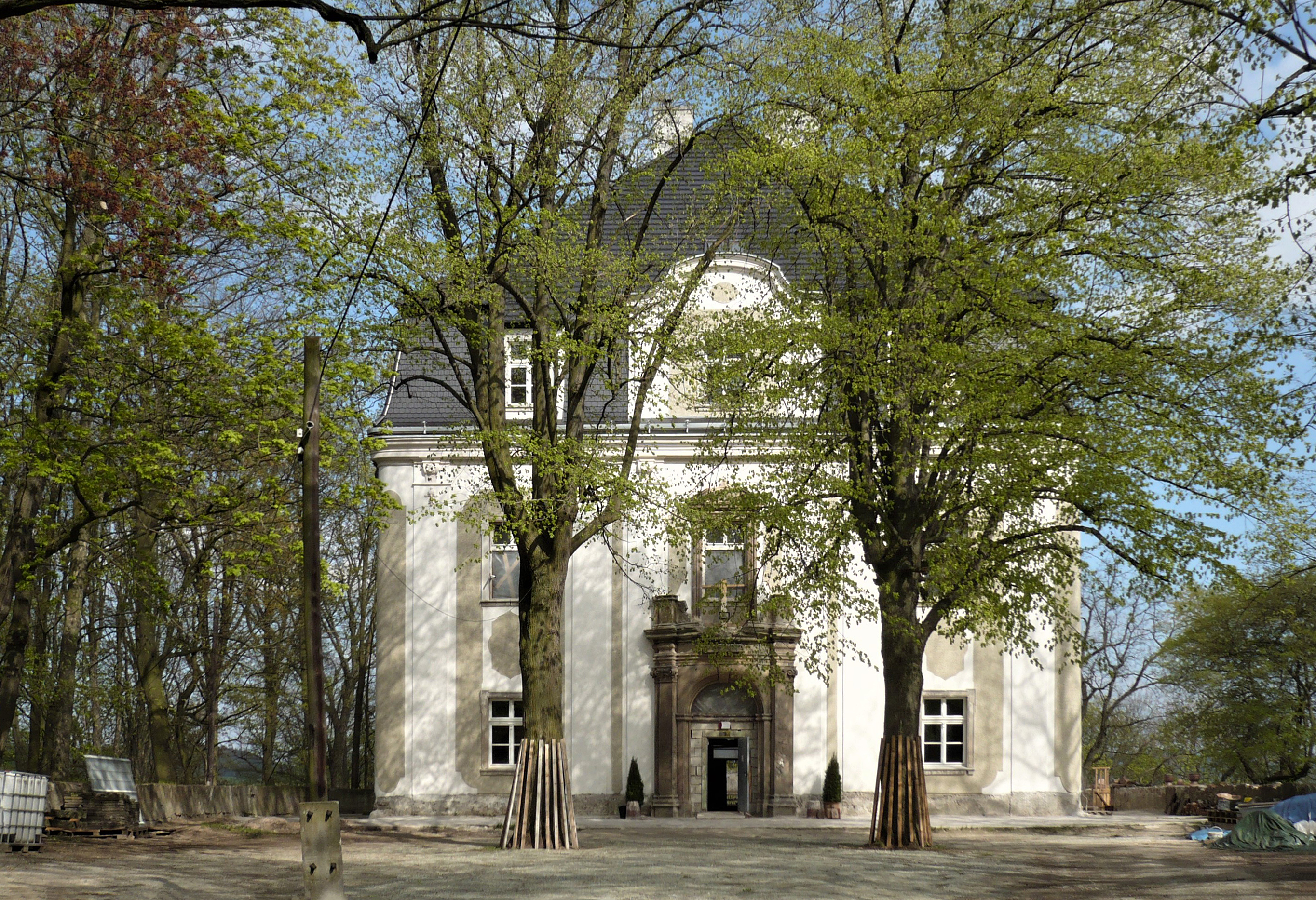
Front pałacu
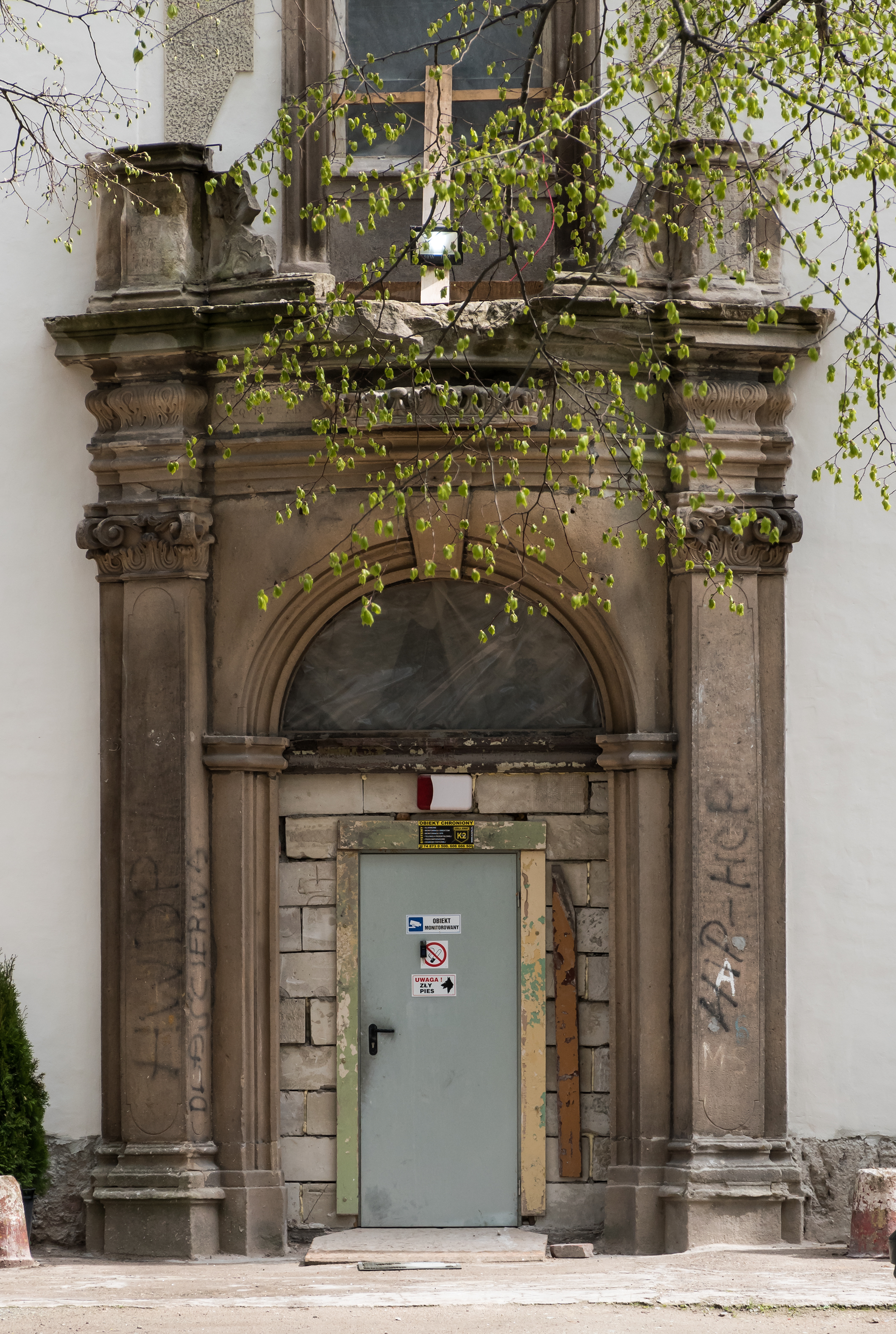
Główny portal
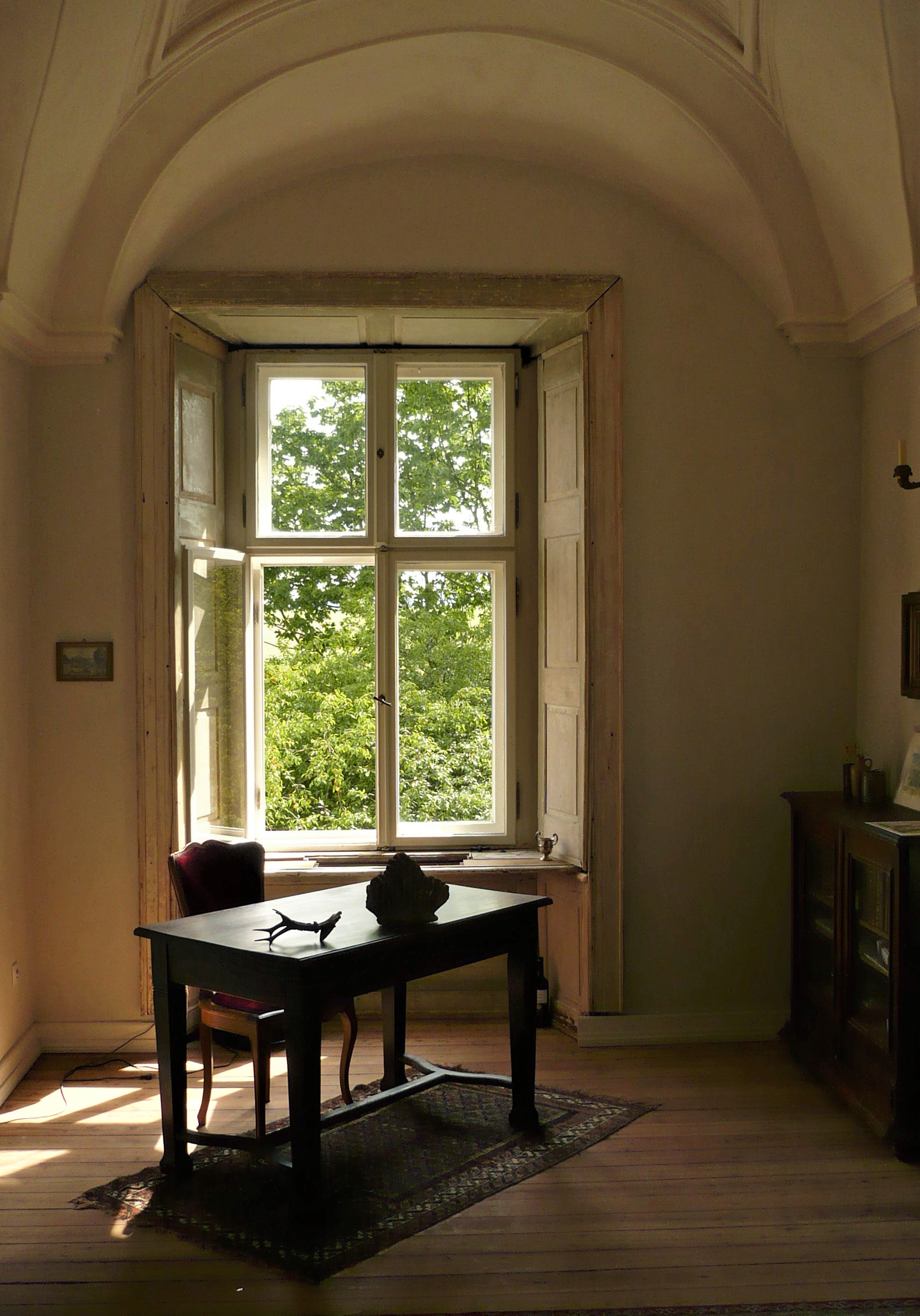
Salon
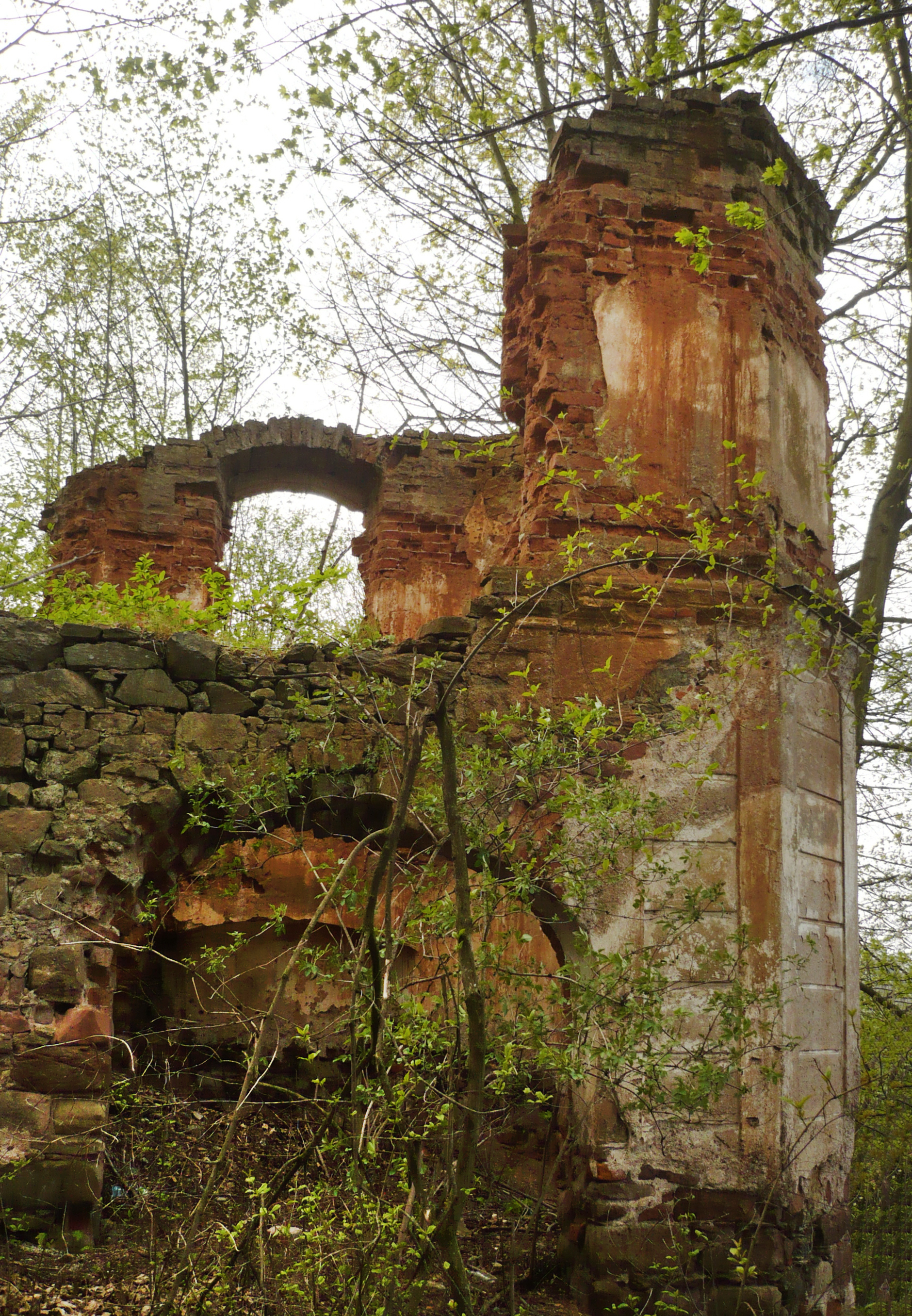
Ruina pawilonu parkowego
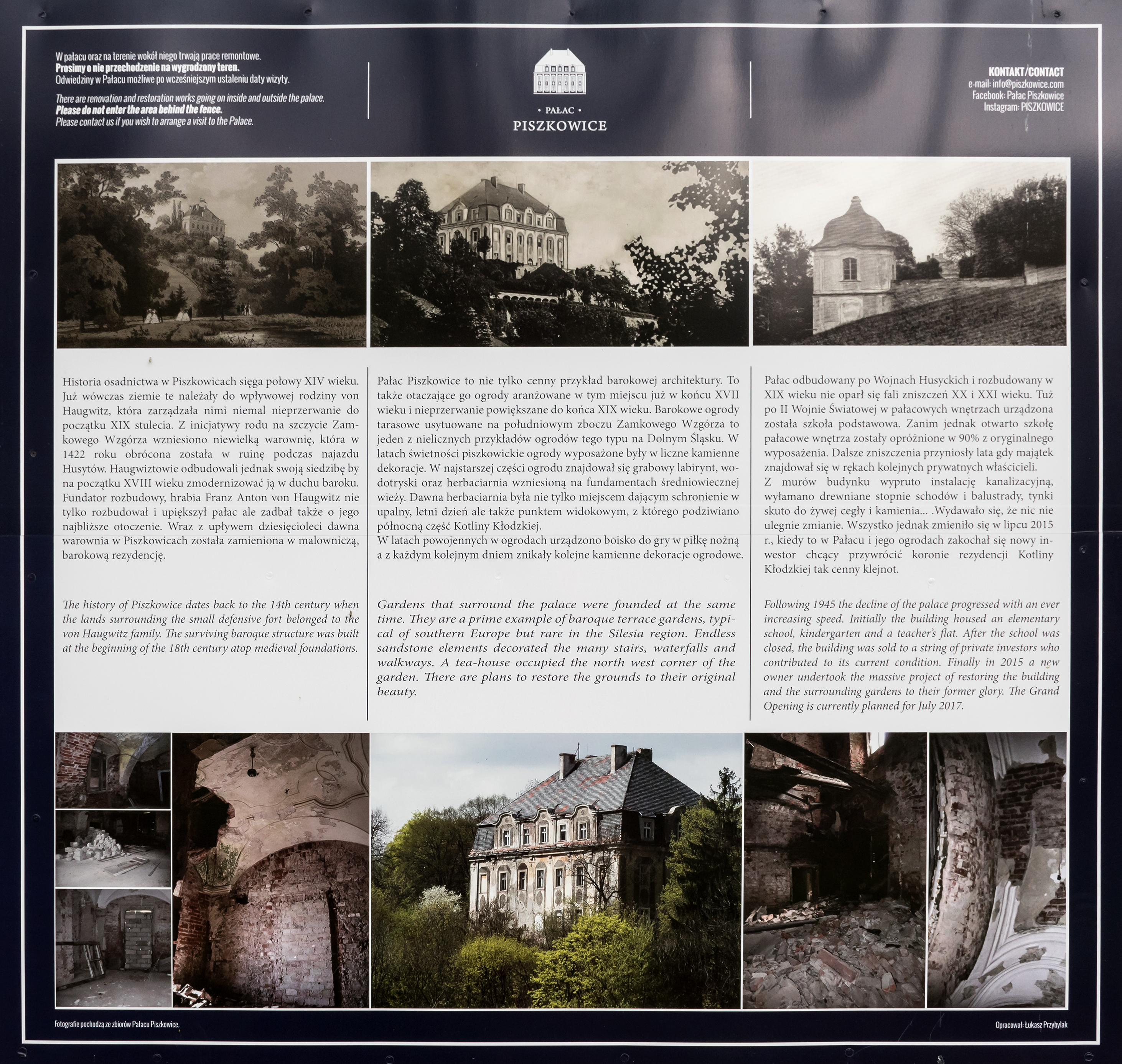
Tablica informacyjna
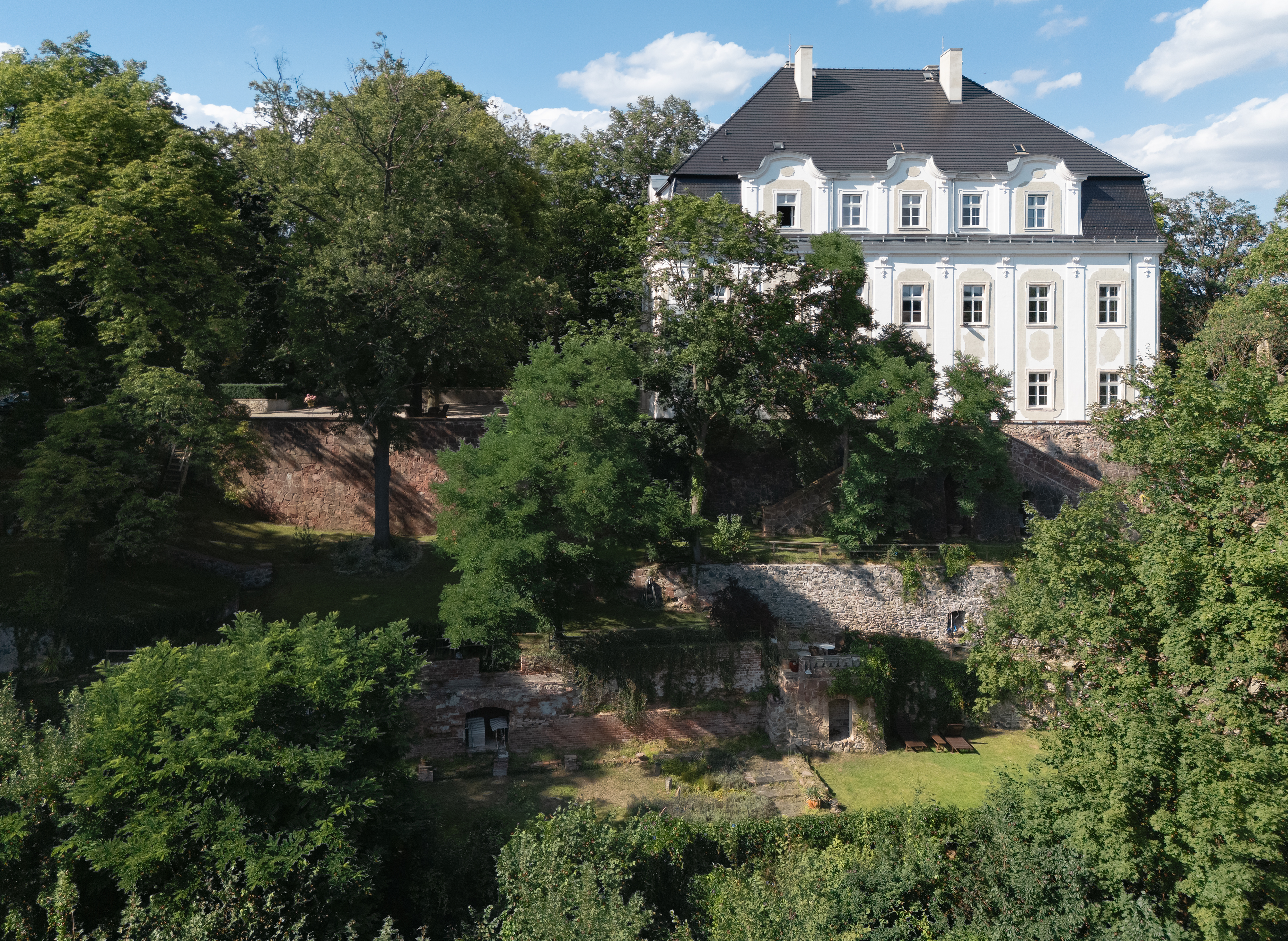
Pałac i park
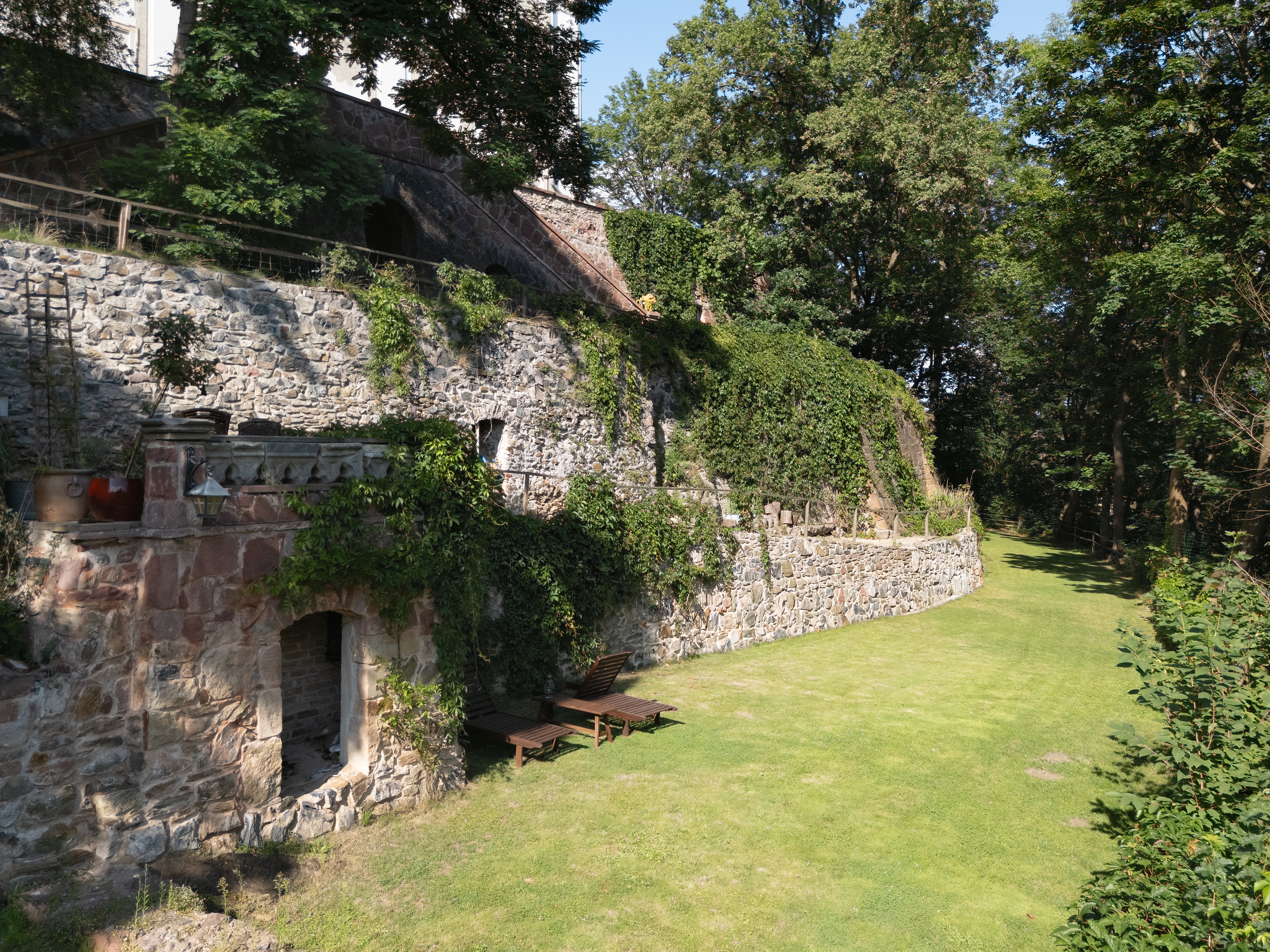
Fragment parku